# Матковський Григорій Гнатович
Григо́рій Гна́тович Матко́вський (нар. бл. 1851, Одеса — пом. зима 1941, Київ) — театральний актор і режисер, антрепренер, юрист, педагог, головний режисер київського театру «Соловцов» (1902—1905), викладач Музично-драматичної школи М. Лисенка.

## Життєпис
Потомствений дворянин. Освіту здобув в одеській Рішельєвській гімназії, після закінчення якої поступив на службу в Єлисаветградський окружний суд, де і служив до 1879 року, займаючи посаду секретаря цього суду.
Артистичну діяльність в амплуа драматичних коханців розпочав 1879 року в антрепризі О. П. Лавровської-Долинської в Кременчуці.
Згодом був актором, а з 1885 і режисером в приватних театрах. Його здобутки як актора були не такими значними як в режисурі і педагогіці. Так, газета «Одесский листок» у січні 1896 року повідомляла, що в сильно драматичній ролі Ананія з «Гіркої долі» Олексія Писемського він викликав «гомеричний» сміх глядачів. «Матковський володів вражаючою зовнішністю, великим сценічним досвідом. Його виконання було відзначено невимушеністю. Однак ліричні сцени актор грав з відтінком сентиментальності, героїчні — з деякою сухістю і монотонністю».
А ось в режисурі справи йшли краще. Перші режисерські настанови він отримав від М. Л. Кропивницького і М. В. Аграмова (Аврамова).
Крім Одеси він працював у великих антрепризах інших міст, серед яких приватні театри Смоленська, Казані, Новочеркаська, Риги, Катеринослава (нині — Дніпра), Москви (Театр Ф. А. Корша, 1897—1898), Вільно (Театр К. М. Незлобіна) та ін.
1900 року був запрошений режисером і актором в театр «Озерки» (Петербург).
Після смерті М. М. Соловцова 1902 року за дорученням його вдови Марії Глєбової адміністратором Театру «Соловцов» став О. М. Крамськой, а Г. Г. Матковський очолив художню частину театру як головний режисер. Працював у цьому театрі до 1905 року.
Мав власні антрепризи в Житомирі (1886), Ризі (1899), Києві (1905).
Значною була допомога Григорія Гнатовича Матковського Миколі Лисенку при створенні музично-драматичної школи у Києві. Він не лише допомагав Миколі Віталійовичу організаційно, але також багато років викладав театральну культуру в Музично-драматичній школі М. Лисенка: «суворий і непримиренний. Щоб актори знали ролі напам'ять, завів пса, який просто виривав роль у них з рук, закладених за спину». Викладав російською мовою.
Співпрацював з Марією Старицькою як викладач школи Лисенка і як режисер. 1914 взяв участь у постановці нею «Камінного господаря» Лесі Українки у Театрі Миколи Садовського.
1918 року був головою суду честі при київській професійній спілці сценічних діячів.
Але після 1918 року ім'я Матковського було практично викреслене з історії театру. Він категорично відмовився викладати за новою програмою і завищувати оцінки студентам рабфаку, тож єдиним його прибутком стали приватні уроки новим «Присипкіним», яких він навчав азам логічного мислення, поведінки і рухові на сцені, а головне — літературі всесвітнього театру.
Після смерті дружини Григорія Гнатовича старша дочка його Тамара мала виховувати двох своїх молодших сестер: Ліду і Олену. Але невдовзі не стало і Тамари. Перед смертю вона заповідала своїй подрузі актрисі Ганні Леонідівні Єгоровій (бабусі художниці Ірини Левитської) опікуватися ними. А сам Григорій Гнатович вдруге одружився з молодою друкаркою Валюшею Тефельберг, молодшою від нього на п'ятдесят років. Її друкарська машинка до самої смерті Матковського (взимку 1941 в майже 90-річному віці) була єдиним засобом їхнього існування.
Дата народження і смерті Матковського довго не були відомі. Ірина Левитська, яка була свідком його поховання, показала могилу Григорія Гнатовича на старому Байковому кладовищі науковцям музею М. В. Лисенка, що допомогло їм встановити роки життя режисера.
Зі спогадів Леоніда Мироновича Леонідова також дізнаємося, що Григорій Матковський прожив не менше 84 років («Два года тому назад, во время гастролей МХАТ в Киеве, он заходил ко мне. Восемьдесят четыре года, но так же говорит в нос, так же аккуратен, так же „не один“. Память и все остальное в полном порядке»).

## Ролі
- Гамлет, Президент («Підступність і кохання» Шіллера)
- Курганов («Самородок» Ге)
- Чардин («Щасливець» Немировича-Данченка)

## Постановки
- 1904 — «Вишневий сад» А. П. Чехова[9]
- 1904 — «У мріях» В. І. Немировича-Данченка (Театр «Соловцов»)[10]